# To Courier with Love
«To Courier with Love» (укр. «Кур’єру з любов’ю») — двадцята серія двадцять сьомого сезону мультсеріалу «Сімпсони», прем'єра якої відбулась 8 травня 2016 року у США на телеканалі «Fox».

## Сюжет
На початку серії показано, що за час кам'яної доби предки Сімпсонів зображують «Винахід материнства». Предок Мардж намагається стримати під контролем Гомера, Барта, Лісу та Меґґі. У наш час відбувається те саме: в будинку безлад, і Мардж намагається переконати Гомера виконати обіцяні справи.
Під час прибирання у гаражі Ліса знаходить рідкісний автомобіль «Morgan Motor», залишений попереднім власником будинку, і Гомер вирішує його залишити.
Пізніше у ліжку Мардж зізнається, що не задоволена своїм життям. Гомер продає Джею Лено свое новознайдене авто. Гомер заробляє достатньо грошей і обіцяє Мардж подорожжю всього її життя. Однак, незабаром Лено повертається і просить повернути гроші. На жаль, Мардж вже визначилася з поїздкою до Парижа, який вона завжди мріяла відвідати.
Щоб уникнути розчарування дружини, Гомер запитує у турагента, чи можна якось безкоштовно відвести сім'ю до Парижа. Агент пропонує Гомеру переправити контрабанду, яку він не повинен відкривати.
У літаку Гомер все ж відкриває пакет, і знаходить синю змію. Ліса виявляє, що це рідкісний зникаючий вид удавів. Гомер обіцяє не допустити, щоб з ним сталося щось погане, а Ліса обіцяє допомогти зберегти шлюб батьків. Доставляючи портфель в аеропорту, вони з'ясовують, що змію перетворять на пасок. Гомеру та Лісі вдається ухилитися від покупців змії. Вони намагаються звільнити змію у садах Лувру. Однак, їх знаходять і переслідують на Рю де Ломбард, де Сімпсони ховаються в одному з трьох головних джазових клубів. Перебуваючи там, Ліса навіть грає на саксофоні, коли провідний саксофоніст клубу втоачає свідомість.
Пізніше ввечері Гомер і Мардж гуляють і насолоджуються Парижем. Гомер зізнається Мардж про змію, і що він зробив це, щоб зробити її щасливою. Повернувшись до готелю, їх заарештовує французька поліція, після того, як їх викликали підрядники-адресати змії. Поліція обшукує пакет і всю кімнату, але змії не знаходить і звільняє родину. Згодом, коли проблеми позаду, Гомер і Мардж цілуються, а змія вилазить з волосся останньої.
У фінальній сцені, по поверненні у Спрінґфілд, Гомер дарує друзям подарунки з подорожі (включно з блакитним паском для Мо зі зміїної шкіри, «штучним, напевно»)… Сцена показується як наскельний малюнок, який підписує доісторичний Метт Ґрюйнінґ.

## Ставлення критиків і глядачів
Під час прем'єри серію переглянули 2,52 млн осіб з рейтингом 1.1, що зробило її другим найпопулярнішим шоу на каналі «Fox» тієї ночі, після «Сім'янина».
Денніс Перкінс з «The A.V. Club» дав серії оцінку B, сказавши: «Звучить, як підходяща дурна установка для сімейної поїздки Сімпсонів у Місто Світла, і „To Courier with Love“ це вдається, здебільшого, дотримуючись звичайної екстраординарності того, як Сімпсони живуть своїм життям…»
Згідно з голосуванням на сайті The NoHomers Club більшість фанатів оцінили серію на 4/5 із середньою оцінкою 3,24/5.